# Castelforte
Castelforte è un comune italiano di 4 016 abitanti della provincia di Latina nel Lazio.

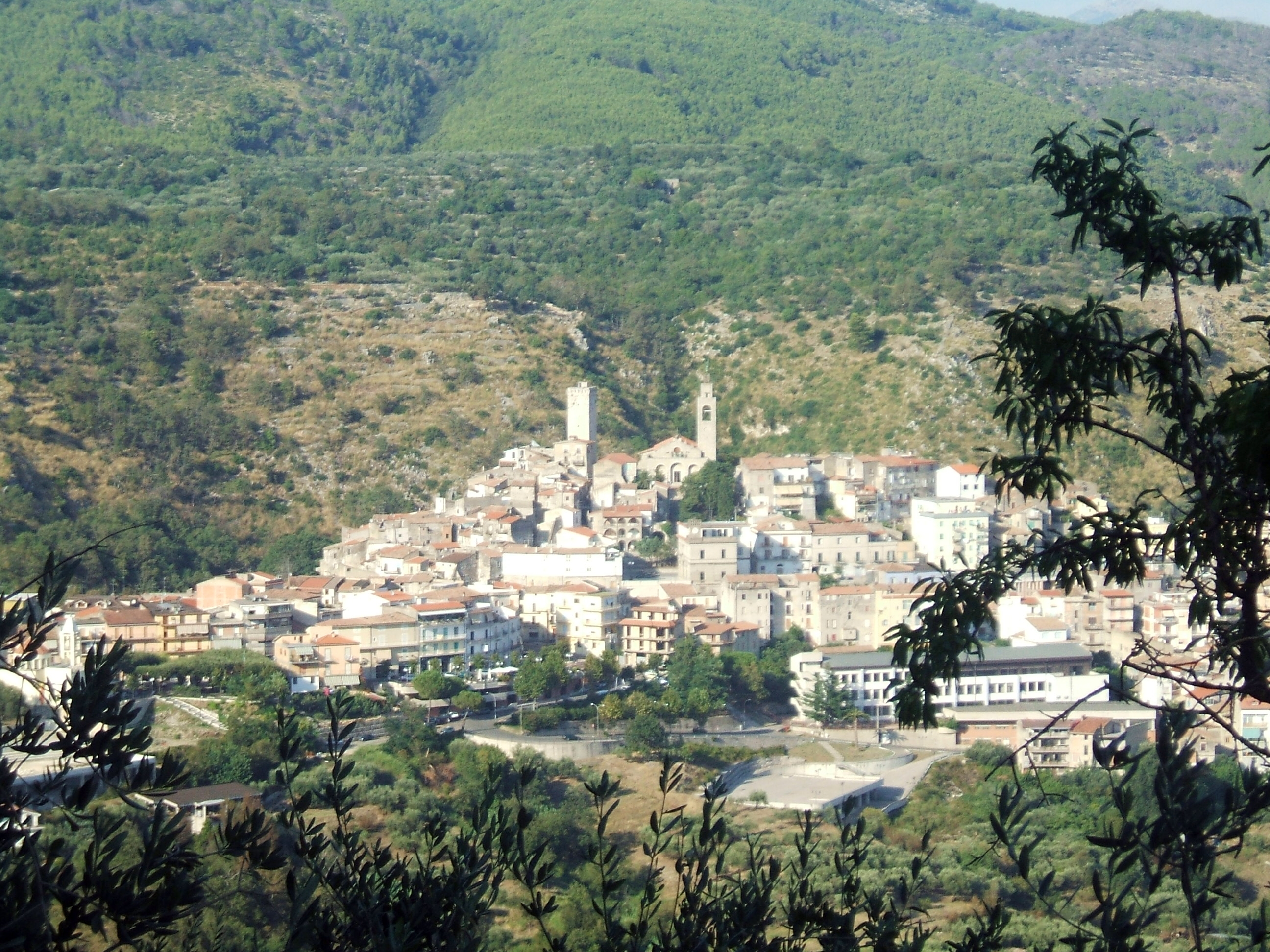
Veduta del centro storico

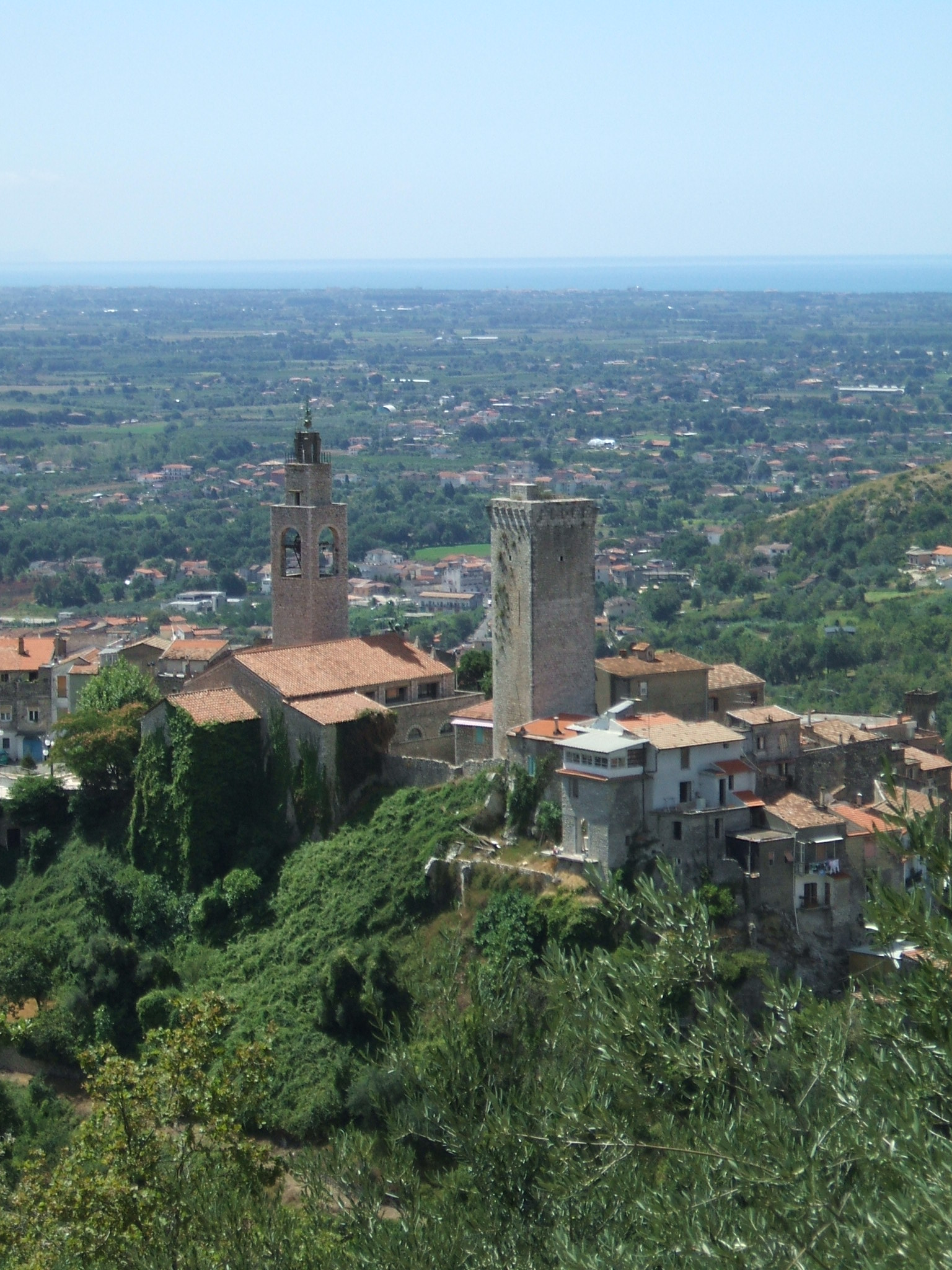
Castrum Forte, la valle del Garigliano, il mar Tirreno

## Geografia fisica

### Territorio
Il comune di Castelforte è sito al confine orientale della provincia di Latina, alle estreme propaggini del massiccio dei Monti Aurunci, gli antichi Montes Vescini. Il centro storico si trova su di un'altura collinare, così come anche la frazione Suio. Da queste colline si domina la valle del fiume Garigliano. Il territorio comprende la valle che collega le due alture.

### Clima
Classificazione climatica: zona C, 1313 GR/G.

## Origini del nome
Il nome Castelforte deriva dal latino Castrum forte. L'aggettivo forte è dovuto probabilmente all'ottima posizione strategica di difesa data la posizione di vedetta sulla valle del Garigliano e in particolare sulla foce stessa del fiume, una volta navigabile.

## Storia
Non si hanno notizie esatte sulla fondazione di Castelforte. Alcuni studiosi, tra i quali Figlioli, sostengono che Castelforte sia sorto sulle rovine dell'antica città di Vescia, appartenente alla Pentapoli Aurunca, distrutta dai romani nel 314 a.C.
Su tutto il territorio del Comune giacciono una grande quantità di antiche vestigia, ma non si hanno notizie storiche esatte risalenti all'epoca preromana e romana a parte quelli relativi alle imponenti Terme Vescinae. Erano ubicate nel territorio delle attuali Terme di Suio, frazione di Castelforte, molto frequentate in epoca imperiale, databili con certezza al III secolo; comunque l'esistenza della fonte termale era nota anche in epoca precedente.
Castrum Forte nacque indubbiamente prima dell'anno 1000 come difesa del retroterra o anche come rifugio degli abitanti della piana sottostante. L'impostazione urbana è di una tipica piazza d'armi: ciò si può rilevare dalla cinta muraria munita di torrioni circolari, dalla porta di accesso e dal maschio imponente, punto di avvistamento e di comunicazione con le altre fortificazioni della zona. Il castello più vicino a Castrum Forte è Castrum Suji, a Suio. Per questa che è la frazione più importante si hanno dati sulla fondazione più certi, dovuta alla maggiore importanza storica di Suio. Sorto prima di Castelforte, Suio era strettamente legata al controllo delle proprietà del monastero di Montecassino. Entrambi i castelli erano posti in posizione tale da costituire un ottimo punto di vedetta e di guardia al fiume Garigliano, all'epoca importante via fluviale di comunicazioni tra Montecassino e il mar Tirreno.
Appare verosimile l'ipotesi che i primi insediamenti avvennero tra l'881 e il 915 come risposta al campo trincerato saraceno, base per scorrerie, che in quel periodo sorgeva sulla riva destra del Garigliano. Nella località tuttora chiamata Vattaglia (cioè battaglia, in dialetto) si ebbe nell'agosto 915 lo scontro delle truppe della lega voluta dal Papa Giovanni X. Truppe guidate in campo dal papa stesso accorsero da tutto il Regno d'Italia, appena ricostituito, per scacciare i Saraceni dai loro insediamenti sulla penisola. Alla lega partecipavano anche Longobardi e Bizantini. La battaglia del Garigliano fu il capitolo conclusivo della guerra. Tra i nobili che parteciparono alla battaglia si ricordano Alberico duca di Spoleto, Atenolfo II di Capua e figlio Landolfo II, Guaimaro II di Salerno, il duca di Napoli Gregorio IV, Giovanni I e lo stratega Niccolò Picingli, inviato da Bisanzio. Per tre mesi gli arabi resistettero in attesa di aiuti dalla Sicilia. Poi tentarono di fuggire sui monti, ma vennero raggiunti e sconfitti e così finì un lungo periodo di terrore per la Terra di San Benedetto.
Nell'ottobre del 1079 l'abate Desiderio concesse agli abitanti di Suio le “Chartae libertatis” ovvero “Carte di franchigia”, come aveva già fatto nel 1061 per Traetto in quanto nuova terra acquisita dalla Signoria di Montecassino. Queste carte includevano una serie di privilegi molto moderni.
Nel 1320, col permesso di re Roberto d'Angiò, si erano stabiliti in pianura molti cittadini del Castrum Sugii per coltivare i campi. A causa della malaria si trasferirono a Castrum Forte che era assurto a centro più importante della zona. Alla fine del Duecento  il dominio su Castelforte passò dai dell'Aquila ai Caetani e vi risiedette un piccolo nucleo di ebrei insediati nel vicolo chiamato "Giudea" (Iurèa), proprio accanto al torrione del castello.
A Castelforte, sostò Gonzalo Fernandes di Cordova che condusse l'esercito spagnolo nella battaglia del Garigliano del 29 dicembre 1503, ponendo fine al dominio francese sul meridione d'Italia. Nello stesso anno, il 28 dicembre, lungo il corso del fiume Garigliano nel territorio comunale, trovava la morte, annegato, Piero de' Medici detto il Fatuo, politico, militare e governatore di Cassino, nel mentre a bordo di un battello carico di armi partecipava, diretto a Gaeta, ad una missione militare dei francesi, ai quali si era unito. Inoltre, ai piedi di Suio, si ricorda, fu gettato un ponte che permise agli spagnoli di assalire le truppe francesi di sorpresa.
È del 1620 il primo documento che attesta la disputa territoriale con la comunità di Santi Cosma e Damiano, allora chiamata de I Casali. La disputa dura fino a oggi e nei secoli sono avvenute anche diverse aggregazioni amministrative delle due comunità.
Tra il 1798-99 le truppe napoleoniche attraversano l'Italia spodestando i regnanti. In questo periodo i castelfortesi insorgono contro gli invasori e contribuirono con due compagnie di volontari alle truppe a massa di Fra Diavolo. La prima compagnia di 105 uomini era comandata da Filippo Gionta, la seconda di 93 uomini comandata da Giuseppe Vellucci. Il sacerdote di Castelforte don Benedetto Ciorra partecipò come cappellano. Castelforte fu assediato per ritorsione dalle truppe franco-polacche del gen. Dambroski nel giorno di Pasqua del 1799 ed espugnato. Seguì la rappresaglia contro la popolazione. I morti castelfortesi furono 34 ai quali devono aggiungersi gli abitanti Santi Cosma e Damiano che avevano lottato al loro fianco.
Nel 1807 Suio fu aggregato amministrativamente in maniera definitiva a Castelforte per mancanza di popolazione.
A Castelforte si costituì cellula di tipo carbonaro, la Grande Unione dell'Unità d'Italia, ispirata alle idee mazziniane. Molti castelfortesi subirono un lungo processo per questo nell'anno 1848 dalla Gran Corte Criminale di Santa e furono imprigionati.
Nel 1943-44, durante la risalita delle truppe alleate verso Roma, per oltre nove mesi Castelforte fu sottoposto a incessanti bombardamenti da parte degli alleati per contrastare i tedeschi che qui tenevano la linea Gustav.
Centinaia di castelfortesi morirono per i bombardamenti, le mine e gli scoppi dei residuati bellici; molti non sopravvissero alle vessazioni o furono trucidati dagli occupanti tedeschi. Nell'area di Castelforte fu attivo il Gruppo Aloia, una divisione partigiana alle dipendenze dell'allora tenente colonnello Giuseppe Aloia.

### Centro strategico sulla Linea Gustav
La linea Gustav è quella linea di difesa costruita dai tedeschi per arrestare l’avanzata degli Alleati che, durante la seconda guerra mondiale, erano diretti a Roma per liberare l’Italia, dopo l' armistizio firmato a Cassibile tra l’Italia e le forze della coalizione alleata.
Su questa linea fu combattuta la più aspra e violenta battaglia della guerra. Castelforte, assieme agli altri comuni che si trovavano sulla stessa linea furono quasi completamente distrutti. I bombardamenti e le rappresaglie prima dello sfondamento della linea da parte degli alleati e poi l’affronto del corpo d’armata marocchino dopo la vittoria, che per 24 ore hanno avuto il permesso di saccheggiare e stuprare chi volessero, hanno segnato profondamente la comunità e la loro memoria.
Castelforte, quindi, è stato teatro durante la seconda guerra mondiale di una lunga e sanguinosa battaglia durata dall’ottobre 1943 al maggio 1944. Per otto mesi Castelforte è stato sottoposto a duri, incessanti cannoneggiamenti di terra e dal mare e bombardamenti aerei subendo distruzioni tali da cancellare la fisionomia degli agglomerati urbani e dell’intero comprensorio.
La popolazione coinvolta dalle continue azioni di guerra, rintanata nei rifugi malsani e indifesi, sopportò indicibili sofferenze e inauditi sacrifici, subendo da parte di formazioni SS tedesche rastrellamenti e deportazioni nelle varie località del nord Italia e nei campi di lavoro tedeschi ove fu fucilato il giovane castelfortese Di Pastena.
Dopo la battaglia del 17 gennaio 1944, le forze alleate sfondarono la linea tedesca "Gustav"  attestandosi sulla riva destra del fiume Garigliano, alla periferia del centro abitato di Castelforte. La popolazione, già provata dai cannoneggiamenti, dai rastrellamenti, dalle privazioni, abbandonata, affrontò, con disperazione e pericolo l’attraversamento della linea del fronte lasciando sul terreno, dilaniati dallo scoppio delle mine centinaia di persone tra donne, bambini, giovani e anziani, vivendo poi nei centri di raccolta profughi allestiti nelle varie località della Campania, della Calabria e della Sicilia e dopo la liberazione, per mancanza di abitazioni, nei centri di raccolta profughi di Latina e Gaeta.
Con la battaglia dell’11 maggio 1944, gli alleati travolsero la resistenza tedesca causando il crollo della stessa linea Gustav, facendo di Castelforte e dell’intera zona circostante un cumulo di macerie e le formazioni nord-africane “marrocchini” penetrate, per prime, nell’agglomerato urbano si diedero a saccheggi e a barbare violenze di ogni sorta. Le rovinose distruzioni accertate furono del 95% e le crudeli perdite in vite umane per scoppio di granate, per schegge di cannonate, per scoppio di ordigni bellici, per fucilazioni, per malattie e per stenti causati dalla guerra furono ben 812, il 10% della popolazione. (Castelforte e SS. Cosma e Damiano costituivano un solo comune). Anche dopo il passaggio degli alleati si sono avuti morti, mutilati e invalidi per scoppio di mine e di ordigni abbandonati.
Sebbene siano trascorsi tanti anni, il ricordo di quella orribile tragedia è ancora viva nella mente dei sopravvissuti e i segni della distruzione sono ancora visibili. Sulla base di questa sconvolgente realtà il Presidente della Repubblica ha conferito al comune di Castelforte nel 1961 la Medaglia d’Argento al Valore Civile e successivamente nel 2002 la Medaglia d’Oro al Valor Civile.

### TRADIZIONI
Le Tradizioni sono portate avanti dal gruppo Folkloristico "Gliò Ventrisco" che ripercorre, attraverso coreografie musicali, i momenti di festa e rurali dei castelfortesi di un tempo. 
Gli abiti utilizzati sono di fattura artigianale e riprendono fedelmente gli abbigliamenti-fattura-materiali del passato. La "tovaglia" (copricapo femminile) è inamidata e asciugata a "peso" ovvero con un ferro caldo privo di vapore (una volta pieno di brace) e ricamata a "tomolo".
La "Marra" era una fascia ornamentale delle donne di filo rosso o blu (bianco e leggermente dorato per le spose). Il panno piegato posteriormente era in realtà una "tasca" in cui deporre oggetti.
Gli uomini vestivano pantaloni lunghi e, per le feste, una fascia alla vita per "abbellimento".
Il gruppo Folk Gliò Ventrisco ha portato le tradizioni popolari negli USA, in Australia, America Latina e in tutta Europa nei suoi tour.
È organizzatore, a Castelforte, del "Festival del Folklore" che richiama gruppi folk da ogni parte del mondo.

### Simboli
Lo stemma e il gonfalone della Città di Castelforte sono stati concessi con decreto del presidente della Repubblica del 2003.
Il gonfalone è un drappo di giallo.

### Onorificenze
Il Comune è stato insignito della Medaglia d'oro al valor civile per atti di abnegazione durante il secondo conflitto mondiale.

## Monumenti e luoghi d'interesse

### Città Termale
Nell’area comunale di Castelforte, lungo il fiume Garigliano, vi è una vasta area termale dove sgorgano varie sorgenti con temperatura da 0° a 60° le cui acque sono classificate come le prime in Italia e le terze in Europa per presenza di iodio.
Proprio per questo motivo l’area fu una delle prime ad essere abitate in epoca remota. Lo stesso popolo degli Aurunci se ne servivano all’epoca della Pentapoli aurunca, prima dell’avvento dei Romani.
Le stazioni balneari di Suio, le cui acque termali chiamate vescinae (dalla città di Vescia), sono note sin dal III secolo dell'Impero romano. Le antiche Terme, di cui parlano Lucano e Plinio, secondo alcuni studiosi somigliano strutturalmente a quelle di Caracalla e Diocleziano.
Nell’area delle Terme Duratorre si può ancora ammirare l’antica vasca di Nerone, testimonianza dei fasti dell’epoca. La caldana putida, così erano chiamate le sorgenti termali, compare anche nelle bolle papali di Adriano IV e nelle cronache cassinesi (XI - XII secolo).
Le sorgenti terminali sono oltre trenta, e sorgono dal sottosuolo di una stretta area di fondovalle del fiume. Le acque ipertermali (da 15° a 64°) hanno una composizione eterogenea: sulfuree-bicarbonato-calciche e alcalino-terrose. Le qualità terapeutiche sono quelle proprie delle acque sulfuree, particolarmente indicate per la balneo-fangoterapia, per irrigazioni e per tutte le cure dell’apparato respiratorio.
Una struttura ricettiva costituita da 9 complessi alberghieri e termali consente oggi di effettuare una serie di cure importanti per la pelle e per l’apparato respiratorio: vasche, fonti, fanghi, massaggi.

### Tappa della Via Francigena
La Via Francigena era un grande itinerario europeo che all’inizio del secondo millennio fu percorso da migliaia di pellegrini in cammino verso Roma.
Nel medioevo l’esistenza di questa “Via” testimonia la grande rilevanza che aveva il pellegrinaggio in questo momento della storia. Un pellegrinaggio che univa non solo idealmente ma anche praticamente Gerusalemme, Roma e Santiago de Compostela.
Una delle tappe, quasi obbligata, per chi scendeva a Gerusalemme o per chi dalla Città Santa si recava a Roma era l’attraversamento del Garigliano presso una delle Scafe di Suio nel comune di Castelforte.
È evidente che lungo questi percorsi si sono sviluppati intensamente gli scambi commerciali e quelli culturali tra popoli e nazioni tra loro tanto diverse. È anche chiaro che non c’è stata una unica via, ma che è nata una vera e propria rete di percorsi come affluenti dell’asse principale che da Brindisi arrivava a Roma, costeggiando l'Appia, e poi da Roma risaliva lo stivale fino ad attraversare la Francia meridionale e la Spagna, da Roncisvalle a Santiago del Compostela.

## Società

### Evoluzione demografica
Abitanti censiti

### Lingue e dialetti
Il dialetto di Castelforte è uno dei classici dialetti dei Monti Aurunci, cioè la parte più meridionale del Lazio che una volta veniva definita Alta terra di Lavoro, ex provincia di Caserta e Regno di Napoli, che è stata annessa nel 1927, appunto, al Lazio. È un dialetto laziale meridionale, all'interno è all'interno della più ampia area linguistica laziale meridionale e campana. A differenza del napoletano, è influenzato dunque anche dai vicini dialetti di tipo laziale centro-settentrionale, nonché dai dialetti abruzzesi, creando quindi una mescolanza lessicale tipica delle zone di confine. In sintesi, rientra quindi in quei casi di dialetti meridionali con qualche elemento fonetico e lessicale dei dialetti italiani mediani.

## Geografia antropica

### Frazioni
- Suio, località termale di antica origine, è l'unica frazione del comune. Il nome degli abitanti è "suiari" (in dialetto sujari).

## Economia
Di seguito la tabella storica elaborata dall'Istat a tema Unità locali, intesa come numero di imprese attive, ed addetti, intesi come numero addetti delle unità locali delle imprese attive (valori medi annui).
|             | 2015                  |                              |                            |                |                       |                     | 2014                  |                | 2013                  |                |
| ----------- | --------------------- | ---------------------------- | -------------------------- | -------------- | --------------------- | ------------------- | --------------------- | -------------- | --------------------- | -------------- |
|             | Numero imprese attive | % Provinciale Imprese attive | % Regionale Imprese attive | Numero addetti | % Provinciale Addetti | % Regionale Addetti | Numero imprese attive | Numero addetti | Numero imprese attive | Numero addetti |
| Castelforte | 224                   | 0,57%                        | 0,05%                      | 549            | 0,45%                 | 0,03%               | 229                   | 514            | 231                   | 550            |
| Latina      | 39.304                |                              | 8,43%                      | 122.198        |                       | 7,75%               | 39.446                | 120.897        | 39.915                | 123.310        |
| Lazio       | 455.591               |                              |                            | 1.539.359      |                       |                     | 457.686               | 1.510.459      | 464.094               | 1.525.471      |

Nel 2015 le 224 imprese operanti nel territorio comunale, che rappresentavano lo 0,57% del totale provinciale (39.304 imprese attive), hanno occupato 549 addetti, lo 0,45% del dato provinciale (122.198 addetti); in media, ogni impresa nel 2015 ha occupato due persone (2,45).

## Amministrazione
Nel 1934 passa dalla provincia di Roma, alla nuova provincia di Littoria, costituita dal governo fascista dell'epoca.
| Periodo          | Periodo         | Primo cittadino      | Partito      | Carica      | Note   |
| ---------------- | --------------- | -------------------- | ------------ | ----------- | ------ |
| 27 maggio 1987   | 28 maggio 1989  | Pasquale Fusco       | DC           | Sindaco     |        |
| 28 maggio 1989   | 28 gennaio 1991 | Giuseppe Ianniello   | DC           | Sindaco     |        |
| 28 gennaio 1991  | 12 giugno 1994  | Antonio Ianniello    | DC           | Sindaco     |        |
| 12 giugno 1994   | 24 maggio 1998  | Pasquale Fusco       | PPI          | Sindaco     |        |
| 24 maggio 1998   | 26 maggio 2002  | Pasquale Fusco       | L'Ulivo      | Sindaco     |        |
| 26 maggio 2002   | 27 maggio 2007  | Gianpiero Forte      | UDC          | Sindaco     |        |
| 27 maggio 2007   | 6 maggio 2012   | Gianpiero Forte      | PD-UDC       | Sindaco     |        |
| 6 maggio 2012    | 27 agosto 2015  | Patrizia Gaetano     | PdL-UDC      | Sindaco     | [ 15 ] |
| 9 settembre 2015 | 6 giugno 2016   | Ilaria Tortelli      |              | Comm. pref. |        |
| 6 giugno 2016    | 4 ottobre 2021  | Giancarlo Cardillo   | lista civica | Sindaco     |        |
| 4 ottobre 2021   | in carica       | Angelo Felice Pompeo | lista civica | Sindaco     |        |

### Gemellaggi
- Anykščiai

### Altre informazioni amministrative
Fa parte della XVII comunità montana dei Monti Aurunci e della Associazione nazionale comuni termali (ANCOT).